# Rychta (Chmelnycká oblast)
Rychta (ukrajinsky Pиxта, polsky Rychty, Rychty Humieckich, rusky Рыхта, je vesnice v Podolskokameneckém rajónu, Chmelnycké oblasti na Ukrajině vybudovaná na obou březích řeky Žvančyk (ukrajinsky Жванчик).
Obcí, která je sídlem selsovětu, prochází silnice T 2323 (Kamenec Podolský – Kudrynci). Je zde osmiletá škola, okrsková nemocnice a pravoslavný kostel. Na pravém břehu nad řekou se zachovaly čtyři rohové bašty pevnosti postavené na ochranu proti Turkům. Pozornost poutá ruina velkého vodního mlýna z 19. století a kamenný most z poloviny 19. století.

## Jméno
Původně se vesnice jmenovala Novosilka (ukrajinsky Новосілка). Na konci 16. století koupil vesnici polský šlechtic Wojciech Humięcki, pocházející z malého dvorce Rychty na Mazovsku. Nově nabytý majetek pojmenoval po rodném místě Rychty, vesnici se také podle rodového jména majitelů říkalo Rychty Humieckich. Na konci 19. století začalo převažovat ruské (resp. ukrajinské) pojmenování obce Rychta.

## Památky

### Kostel
Kostel sv. Kosmy a Damiána byl vybudován v 17. století pro potřeby řeckokatolické církve. Malý dřevěný kostel byl v roce 1766 odstraněn a na jeho místě byl opět ze dřeva vystavěn nový kostel se třemi kupolemi. Na konci 18. století se stal chrámem pravoslavné církve. V roce 1832 dřevěná budova shořela. Z prostředků věřících a s přispěním státu byl v roce 1862 postaven zděný kostel se zvonicí, který slouží dodnes.

### Pevnost a zámek
Rychtecká pevnost byla vybudována v roce 1507, jak o tom svědčil kámen s letopočtem, nalezený při pozdějších přestavbách. Jejím půdorysem byl obdélník o délce stran 64 a 57 m. V rozích pevnosti byly jednopatrové obranné bašty. Zachovaly se výstupy z bašt na ochozy ochranné hradby. Jak hradba mezi baštami vypadala, není ale známo.  Vstup do pevnosti byl od vesnice z jižní strany. Tato malá pevnost je v regionu příkladem prvních obranných objektů, které měly pravidelný půdorys. Dochované fragmenty dřevěných konstrukcí ukazují na archaické řešení oddělených rohových bašt. Obytné objekty z této doby se nezachovaly.
Na začátku 19. století byla celá plocha pevnosti urovnána a tehdejší majitel Rychty, Herman Hołowiński, vybudoval jednopatrový zámek. Hołowiński byl přítelem Adama Mickiewicze a zámek v Rychtě se postupně stal střediskem literárního života Poláků, žijících v Podolí. Také Hołowińského zeť Konstanty Podwysocki  v letech 1848 – 1868 udržoval čilé styky s polskými literáty té doby. Jeho blízkými přáteli byli např. Józef Ignacy Kraszewski nebo Michał Grabowski. K. Podwysocki, literární kritik a velký sběratel vzácných tisků, obrazů a rytin, zemřel na zámku Rychty 26. prosince 1868. Sbírky se po jeho smrti rozprodaly a poztrácely.
Podobu zámku v letech 1871–1873 zachytil ve své kolorované kresbě tužkou Napoleon Orda. Po stranách zámeckého paláce jsou vidět zastřešené bašty původní pevnosti. Zámecká budova byla ještě před koncem 19. století prodána státu, který v ní zřídil okrskovou nemocnici. Během 1. světové války budova vyhořela a byla zbourána.